# Adolf Rutka
Adolf Rutka (ur. 1913, zm. ?) – niemiecki zbrodniarz hitlerowski, członek załogi obozu koncentracyjnego Mauthausen-Gusen.
Członek Waffen-SS od października 1941. Pełnił służbę najpierw jako strażnik w Gusen od stycznia 1942 do grudnia 1943. Rutka powrócił do tego obozu 17 listopada 1944 i do maja 1945 był strażnikiem odpowiedzialnym za psy strażnicze. Znęcał się nad wieźniami.
Rutka został skazany w procesie załogi Mauthausen-Gusen (US vs. Johann Altfuldisch i inni) przez amerykański Trybunał Wojskowy w Dachau na karę śmierci. Wyrok zamieniono jednak następnie na dożywocie.